# 15 cm haubits m/06

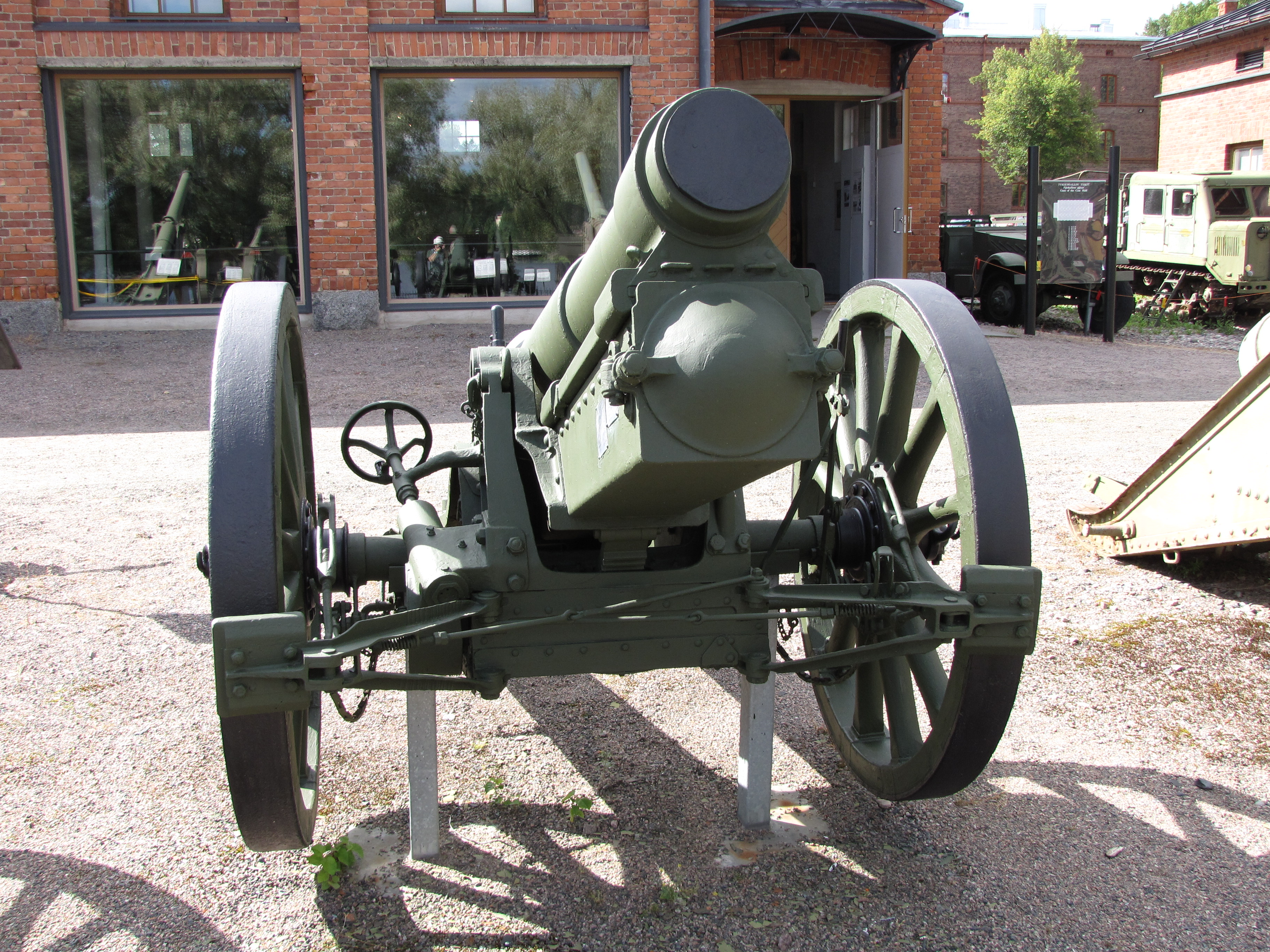
15 cm haubits m/06

15 cm haubits m/06 infördes som 15 cm positionshaubits m/1906 och var en av våra första moderna haubitser (efter övergångstypen 15 cm fästningshaubits m/02 ). Den fick benämningen positionshaubits, men borde benämnts enbart haubits m/06 då den inte var försedd med hög lavett. De 24 första tillverkades av Krupp 1907, nr 25-32 av Bofors 1908 och nr 33- 56 från 1918-1919. Pjäsen hade en ny teknik med föränderlig eldrörsrekyl, system Ehrhardt, d v s att rekylen blev kortare ju högre elevation som ställdes in. Detta åstadkoms genom att bromskolven vreds så att denna stängde till eller minskade vätskans genomströmningshål allt eftersom elevationen ökades. Påkänningarna blev större med detta system och rekylanordningen var därför förstärkt jämfört med tidigare. Systemet byggde på att hela lavetten med sina markspadar, särskilt vid hög elevation, fick ta upp en stor del av rekylen, då riktad mot marken under pjäsen. Vid transport vinschades eldröret bak i marschläge efter att lavetten bröstats upp på föreställarens eller fordonets dragkrok. Pjäsen drogs av 6 hästar och efter motoriseringen, lastad på släpkärra (hjulställ) och senare uppdragen på transportanordning m/34 (system Carelli) då hjulaxlarna inte tålde någon större hastighet. 
Efter Positionsartilleriregementets (A 9) nedläggning 1927 fördelades pjäserna så att varje fördelningsartilleriregemente fick en division med minst 8 pjäser
Pjäs med utrustning vägde 2150 kg och hade skottvidd av 8.000 m, Projektilvikt: 37 kg, Vo max 343 m/sek för laddning 6 och laddningshylsa användes. Prov och beräkningar på 1930-talet visade att eldrören tålde ca 10 000 skott. De äldsta granaterna, spränggranat m/06 och mingranat m/06 ersattes av typ m/22 och sedan av m/34. Det fann även rökgranat m/22.
12 av dessa pjäser såldes till Finland 1939 där de fick beteckningen 150 H 06, pjäserna såldes tillbaka 1944, då var 8 i användbart skick och en haubits saknade eldrör. (Pjäsnummer: 37-39, 42, 43, 46-51 och 45 enbart lavett) Man har räknat fram att 3129 granater sköts i finsk tjänst